# Eugene V. Debs
Eugene Victor Debs (5. listopadu 1855 – 20. října 1926) byl americký vůdce odborů, jeden ze zakládajících členů International Labor Union (Mezinárodní odbory pracujících). Několikrát kandidoval za Americkou socialistickou stranu na prezidenta USA. Během své kandidatury na prezidenta, a také díky své spolupráci s dělnickým hnutím, se Debs stal jedním z nejznámějších socialistů žijících ve Spojených státech.

## Život
Eugene Debs se narodil 5. listopadu 1855 v Terre Haute, Indiana. Jeho rodiči byli Jean Daniel and Marguerite Mari Bettrich Debsovi, kteří emigrovali do spojených států z Francie. Jeho otec, který patřil do prosperující francouzské rodiny, vlastnil textilní továrnu a masný trh. Eugene Victor Debs byl pojmenován po dvou francouzských autorech, po Eugene Suovi a po Victoru Hugovi.
V začátcích své politické kariéry byl členem Demokratické strany. Roku 1884 byl jako demokrat zvolen do senátu státu Indiana. Po době, během níž pracoval s několika menšími železničními odbory, včetně Brotherhood of Locomotive Firemen („Bratrstvo železničních topičů“), pomohl založit American Railway Union (ARU – Americké odbory železničářů), první celonárodní odbory pracujících v průmyslu. Když ARU udeřila stávkou na firmu Pullman Palace Car Company kvůli krácení platů, prezident Grover Cleveland využil armády Spojených států k potlačení stávky. Debs, jakožto vůdce ARU, byl později uvězněn za neuposlechnutí soudního příkazu zakazujícího stávku.
Během doby strávené ve vězení studoval mnoho spisů o socialismu a začal svou kariéru nejprominentnějšího amerického socialisty prvních dekád 20. století. Za socialistickou stranu kandidoval na prezidenta v letech 1900, 1904, 1908, 1912, a 1920, naposledy přímo z vězeňské cely.
Ve svých řečnických projevech odmítal americkou účast v první světové válce, a tato skutečnost vedla k jeho druhému zatčení v roce 1918. Byl souzen pod Espionage Act of 1917 (americký federální zákon) a odsouzen na trest 10 let vězení. Prezident Warren G. Harding zrušil jeho trest v prosinci 1921. 
Eugene Debs zemřel v roce 1926 krátkou dobu po přijetí do sanatoria.